# 北宿村
北宿村（きたじゅくむら）はかつて岐阜県羽島郡に存在した村である。
現在の羽島市足近町北宿、および足近町の一部に該当する。
隣接する南宿村と同じく、かつては鎌倉街道の宿場が設置されていた。
北宿村発足時は羽栗郡の村であったが、郡の合併により羽島郡の村となった。

## 歴史
- 1889年（明治22年）7月1日 - 町村制により北宿村が発足。
- 1897年（明治30年）4月1日[2] - 羽栗郡と中島郡が合併して羽島郡となる。北宿村は羽島郡の村となる。
- 1897年（明治30年）4月1日 - 南宿村、市場村、直道村、坂井村、小荒井村、南之川村と合併し、足近村が発足。同日北宿村廃止。